# Mărăcinar

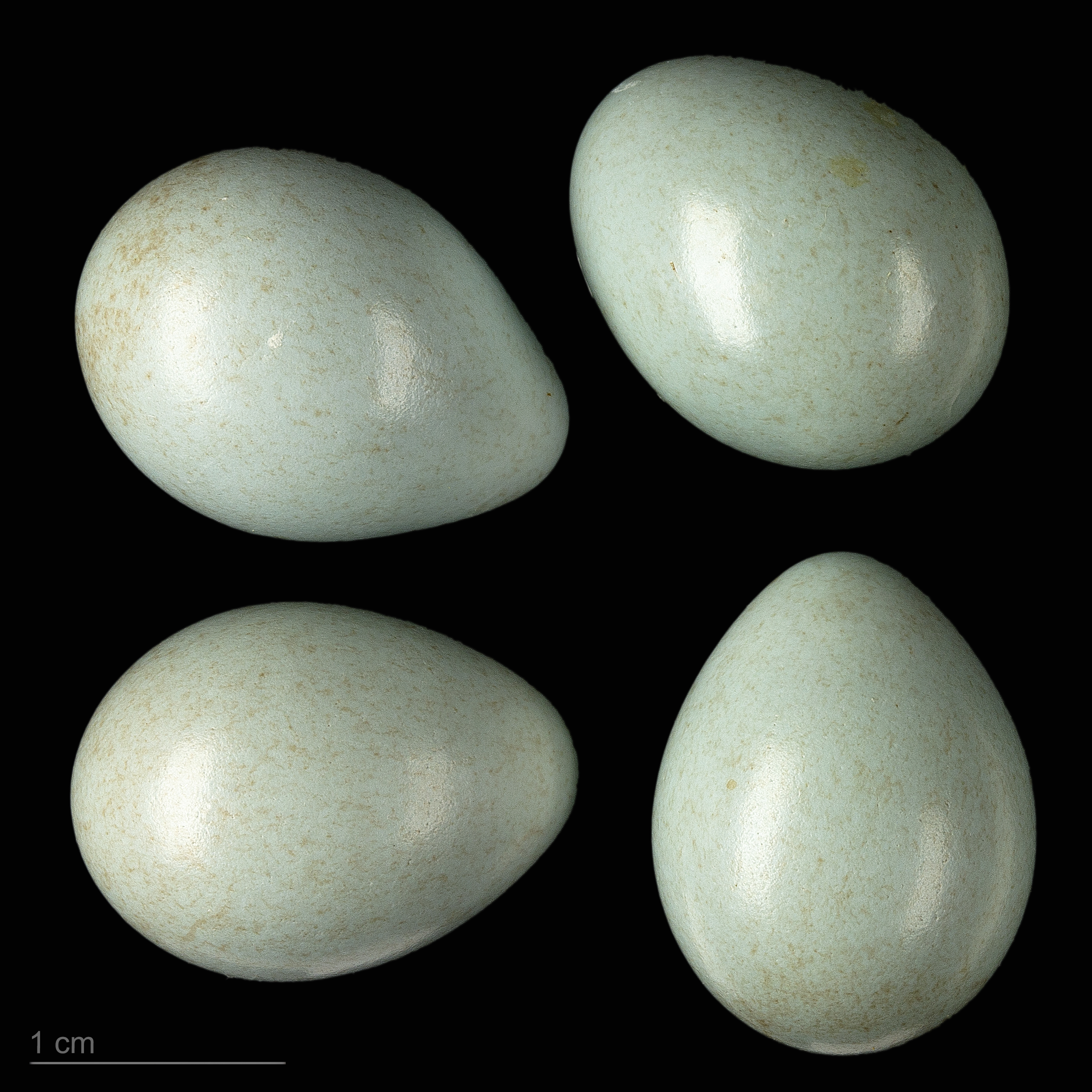
Saxicola rubetra - MHNT

Mărăcinarul (Saxicola rubetra) este o pasăre cântătoare care face parte din familia Muscicapidae.

## Caractere morfologice
Mărăcinarul este o pasăre de talie mică (13 – 14 cm) având o greutate între 15 - 20 grame. Partea superioară a corpului este de culoare brună cu linii striate de culoare neagră, iar partea ventrală este de culoare albicioasă. Gușa și pieptul sunt de culoare galben-portocalie. Pasărea poate atinge vârsta de 8 ani. Masculul are o dungă albă intercalată cu negru deasupra ochilor și sub cioc. Masculul cântă de pe un țăruș sau o creangă mai înaltă pentru marcarea teritoriului și pentru a atrage femela.

## Areal de răspândire
Din aprilie până în septembrie trăiește peste tot în Europa, fiind o pasăre migratoare care iernează în Africa, la sud de Sahara. Locurile preferate de pasăre sunt pășunile umede, regiunile de câmpie, smârcurile și regiunile pustii. Deoarece face cuibul pe sol este o specie periclitată de agricultura extensivă. În Germania, în anul 1987, numărul lor a fost apreciat la ca. 37.000 – 90.000 de perechi.

## Hrana
Hrana mărăcinarului constă din insecte, larve, viermi, melci, păianjeni, și fructe de pe tufișuri.